# Dabouyo
Dabouyo  est une ville située dans le Sud de la Côte d'Ivoire, et appartenant au département de Guéyo, dans la Région du Bas-Sassandra.
La localité de Dabouyo est un chef-lieu de commune et de sous-préfecture .